# Hünsberg
Der Hünsberg nahe Coesfeld im nordrhein-westfälischen Kreis Coesfeld ist eine 106 m ü. NHN hohe Erhebung in der Coesfelder Heide. Sein Name leitet sich von „Hundsberg“ ab.

## Geographie

### Lage
Der Hünsberg liegt im Westen der Coesfelder Heide, 6,7 km (Luftlinie) südwestlich des Zentrums der Kreisstadt Coesfeld, zu deren Stadtgebiet die Erhebung gehört. In der Bauerschaft Stevede erhebt er sich knapp 50 m über das umgebende flache Gelände. Im Westen und Südwesten ist er aus dem Weißen Venn mit Kuhlenvenn und Fürstenkuhle weithin sichtbar. Westlich vorbei am Hünsberg fließt der Heubach und südöstlich dessen Zufluss Kettbach.
Nördlich der Erhebung liegt auf 66,9 m Höhe der Abgrabungssee eines Kalksandsteinwerks.

### Naturräumliche Zuordnung
Der Hünsberg gehört in der naturräumlichen Haupteinheitengruppe Westfälische Bucht (Nr. 54), in der Haupteinheit Westmünsterland (544) und in der Untereinheit Merfelder Niederung (544.4) zum Naturraum Stevede-Merfelder Flachrücken (544.42). Seine Landschaft fällt nach Westen in den Naturraum Venn-Niederung (544.40).

## Geologie
Der Hünsberg besteht aus Halterner Sanden, einem nährstoffarmen Sand, dem Tonanteile fehlen. Diese Sande, die Ablagerungen eines Schelfmeeres aus dem erdgeschichtlichen Zeitalter des Santoniums (ca. 85 mya) sind, erhielten ihre rostbraune Einfärbung dann im feuchtwarmen Klima des folgenden Tertiärs (ca. 65 mya), als das enthaltene Glaukonit durch ebendieses Klima verwitterte und dessen Eisenanteile die Quarzkristalle des Sandes in einer dünnen Schicht umschlossen.
Die durch land- bzw. forstwirtschaftliche Nutzung entstandene Heidelandschaft, welche den Hünsberg und seine Umgebung prägte, ist seit dem 19. Jahrhundert zunehmend verbuscht und in der Folge mit Kiefern aufgeforstet worden. Bemerkenswert ist das Vorkommen von Brauneisenschwarten, einem Raseneisenstein, mit bis zu 30 cm Länge und oft ungewöhnlicher Form, teilweise sogar mit Wüstenlack.

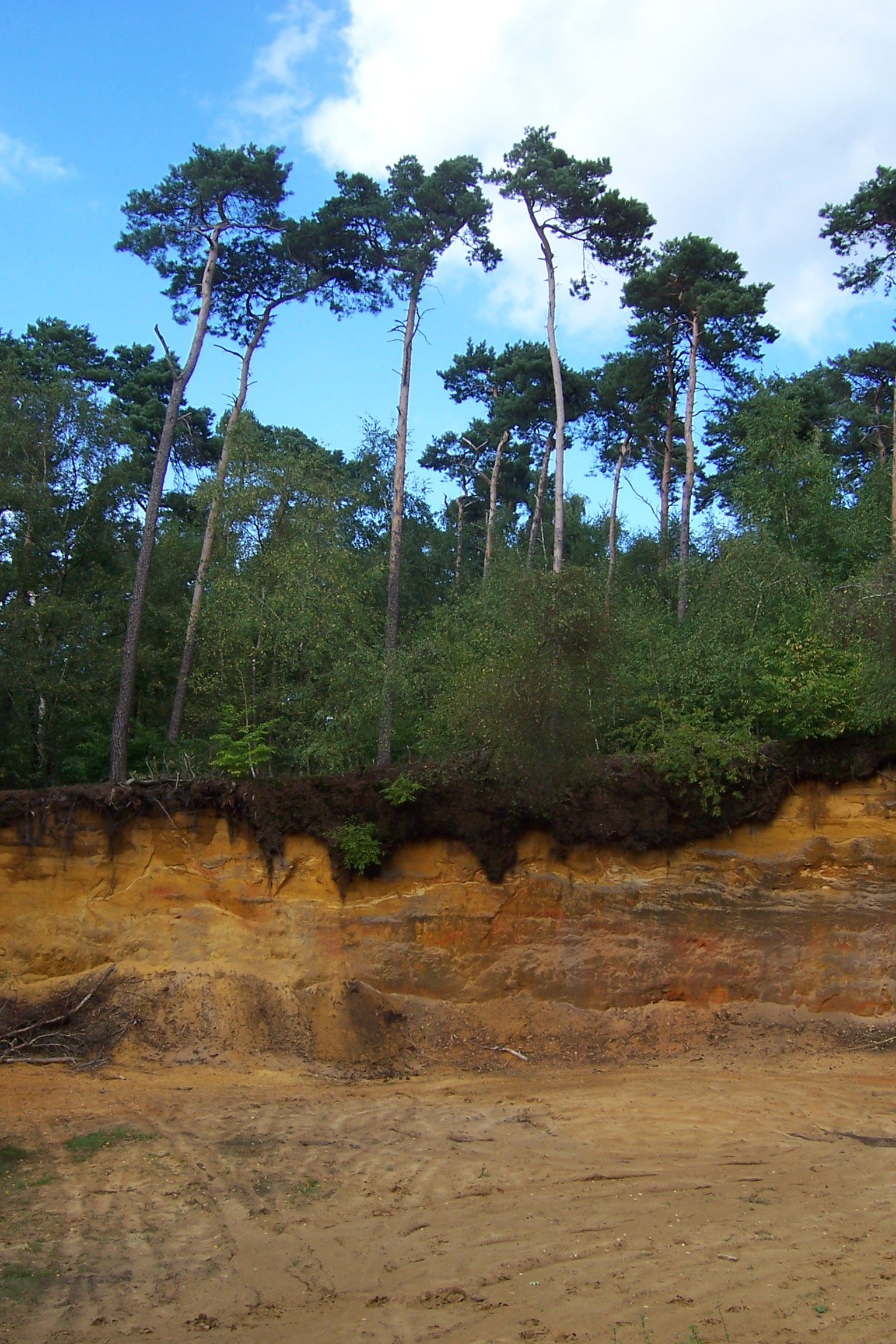
Charakteristische Sande am Hünsberg
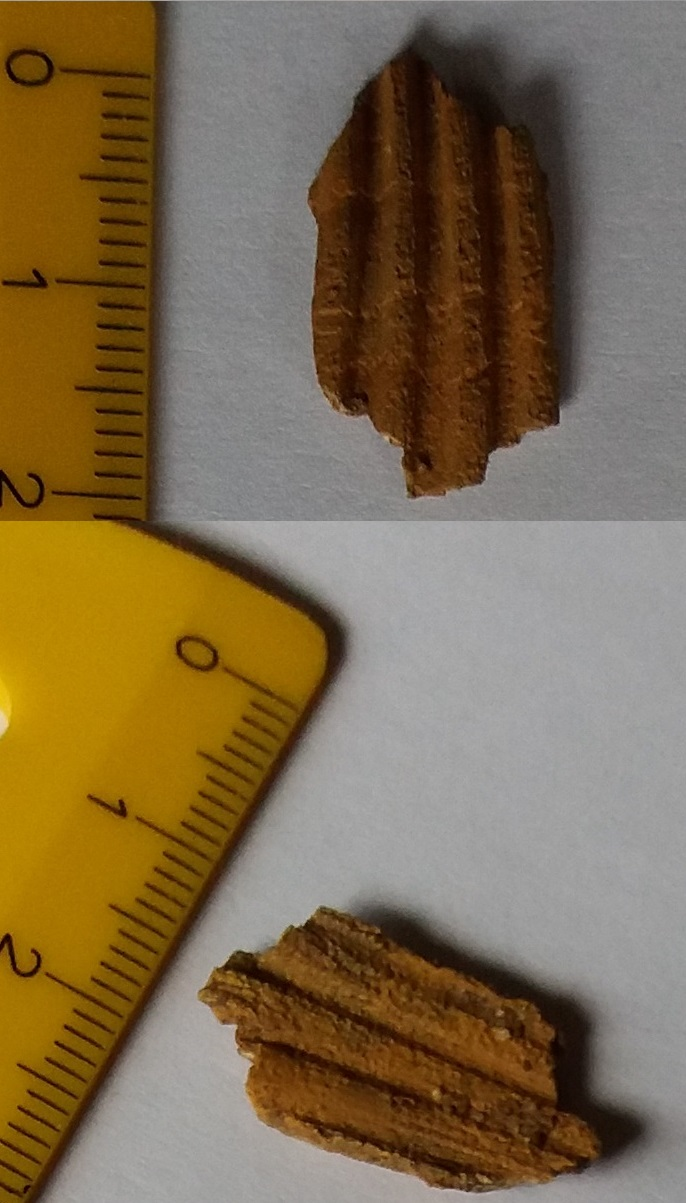
Muschelschale: Bruchstück vom Abgrabungssee Kalki nahe dem Hünsberg
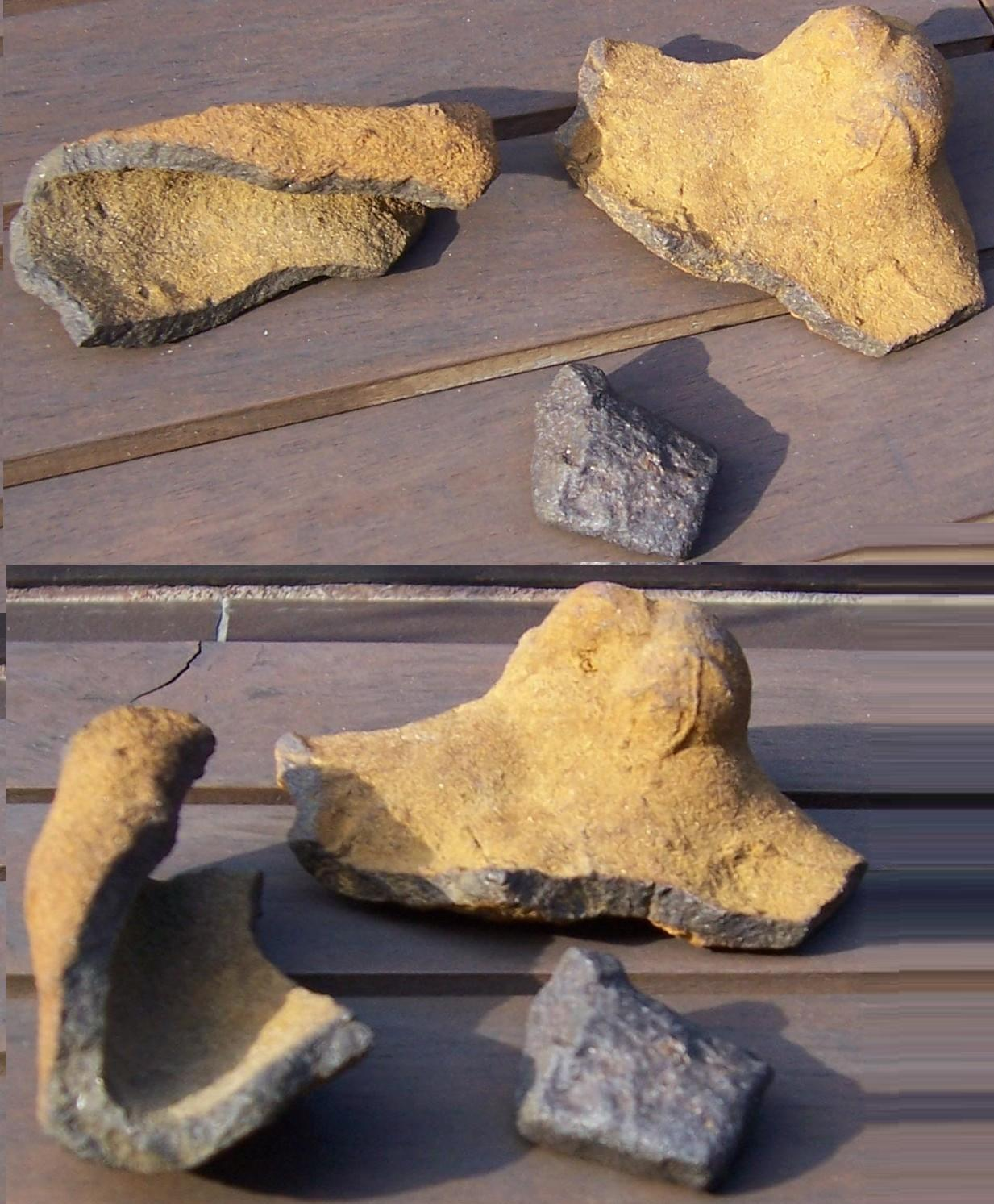
Raseneisenstein vom Hünsberg

## Geschichte
Von den Brauneisenschwarten her rührt die frühere, irrige Annahme, der Hünsberg sei ein erloschener Vulkan. Ebenso hielt man die Erhebung während der Coesfelder Hexenprozesse des 17. Jahrhunderts für einen Hexentanzplatz. Im Siebenjährigen Krieg diente der Hünsberg französischen Soldaten als Posten. Etwas ostsüdöstlich der Gipfelregion des Hünsbergs liegt der Steveder Kreuzweg mit Sandstein-Bildstöcken in einem Buchenwald.

## Landschaftsschutz
Auf dem Hünsberg liegen Teile des Landschaftsschutzgebiets Hünsberg-Monenberg (CDDA-Nr. 321791; 1985 ausgewiesen; 4,22 km² groß) und des LSG Stevede-Süd (CDDA-Nr. 321791; 1985; 2,64 km²). Der Steveder Kreuzweg mit Sandsteinstationen von Joseph Krautwald und der umgebende Säulenbuchen-Hallenwald an der dem Steveder Friedhof zugewandten Seite des Hügels sind seit 1985 als Naturdenkmal geschützt.

## Verkehr und Wandern

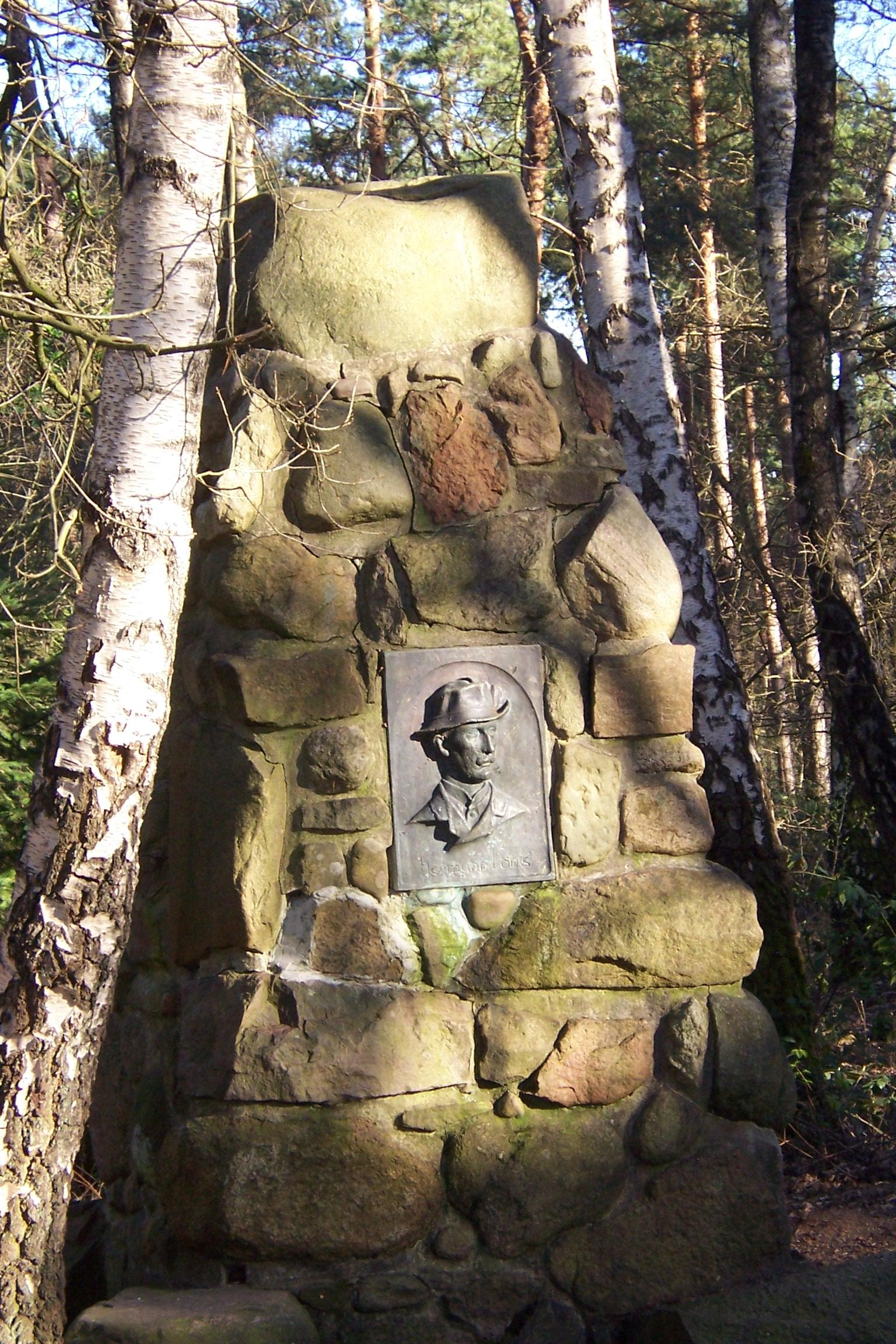
Hermann-Löns-Denkmal auf dem Hünsberg

Westlich am Hünsberg vorbei führt zwischen der Bundesstraße 525 im Norden und der Landesstraße 581 im Süden die Kreisstraße 54, die bei Stevede die südlich der Erhebung verlaufende L 581 (Coesfeld–Stevede–Hochmoor) kreuzt. Am Fuß des Hünsbergs befindet sich an der K 54 ein Parkplatz mit einer Informationstafel für Wanderer und Spaziergänger.

## Hermann-Löns-Denkmal
Auf seinem höchsten Punkt befindet sich seit 1985 ein Hermann-Löns-Denkmal, das die Rolle eines Ausflugszieles für die zahlreichen Spaziergänger eingenommen hat. Das Denkmal, ursprünglich 1928 errichtet, stand früher am Gipfel des benachbarten Langenberges, der einer Sandabgrabung zum Zwecke der Kalksandsteinherstellung zum Opfer fiel.